# 鲁菲亚克 (滨海夏朗德省)
鲁菲亚克（法語：Rouffiac，法語發音：[ʁufjak]）是法国滨海夏朗德省的一个市镇，位于该省南部，属于桑特区。

## 地理
鲁菲亚克（45°41'9"N, 0°29'25"W）面积5.85 平方千米，位于法国新阿基坦大区滨海夏朗德省，该省份为法国西部滨海省份，北起旺代省，西临大西洋，南至吉倫特省，东南接多爾多涅省，东北接德塞夫勒省接壤，东临夏朗德省。
与鲁菲亚克接壤的市镇（或旧市镇、城区）包括：谢拉克、夏朗德河畔栋皮埃尔、蒙蒂勒、圣瑟韦德桑通格。

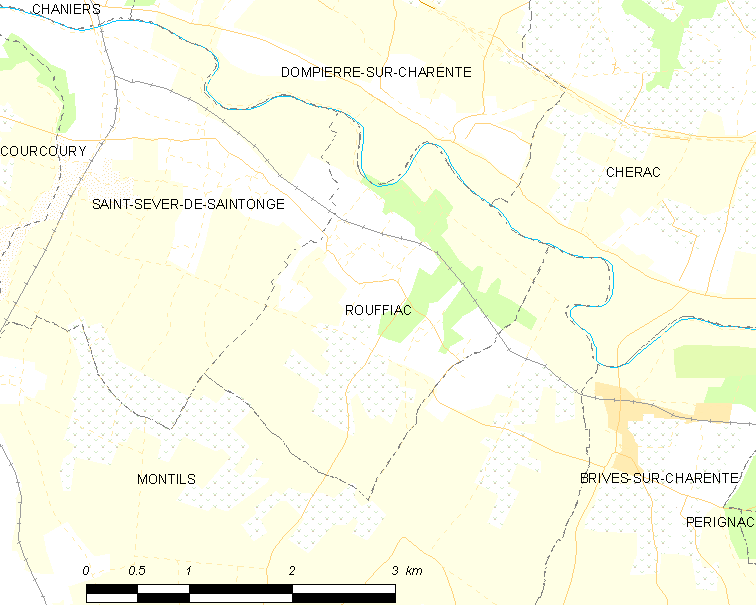
的OSM定位图

鲁菲亚克的时区为UTC+01:00、UTC+02:00（夏令时）。

## 行政
鲁菲亚克的邮政编码为17800，INSEE市镇编码为17304。

## 政治
鲁菲亚克所属的省级选区为泰纳克县。

## 人口

1962-2008年间人口变化图示

鲁菲亚克于2022年1月1日时的人口数量为503人。